# باشگاه والیبال شهرداری بجنورد
باشگاه والیبال شهرداری بجنورد یک باشگاه والیبال ایرانی به مالکیت شهرداری بجنورد است که در لیگ دسته یک والیبال مردان ایران به رقابت می‌پردازد. این تیم اولین بار توانست در سال ۱۳۹۶ به لیگ دسته یک والیبال مردان ایران صعود کند.

## صعود به لیگ برتر
باشگاه والیبال شهرداری بجنورد اولین‌بار در سال ۱۳۹۶ با نایب‌قهرمانی در لیگ دسته یک والیبال مردان ایران توانست به لیگ برتر والیبال مردان ایران صعود کند. پس از آن تا به‌کنون سقوط نکرده و در لیگ برتر به رقابت می‌پردازد.